# Radek Hoppe
Radek Hoppe (* 28. února 1979, Praha) je český herec a hudebník.

## Kariéra
V roce 1989 hrál epizodní roli ve filmu Člověk proti zkáze. Následující rok získal hlavní roli ve filmu Freonový duch, ve filmu hrál po boku Vlastimila Brodského. Následně získával pouze menší epizodní role.
S dabingem začal již v roce 1994. Mezi jeho dabingové role patří Zeki Müller v triologii Fakjů pane učiteli, nebo Jacob Black v Twilight sága: Nový měsíc. Daboval také v počítačové hře Mafia: Definitive edition. 
Je aktivním hráčem na elektrickou a akustickou kytaru, na které hrál i v kapelách.

## Filmografie

### Filmy
- Člověk proti zkáze (1989)
- Freonový duch (1990)
- Kameňák 2 (2004)